# Fryderyk Chopin haldoklása (festmény)
A Fryderyk Chopin haldoklása című kép Teofil Kwiatkowski lengyel festő 1849-ben vagy 1850-ben készített alkotása, mely a nagy zeneszerző, Chopin életének utolsó pillanatait ábrázolja. Ez az egyetlen olyan kép Kwiatkowski öt darabból álló sorozatából, mely máig megmaradt.
A festő 1849. október 17-én jelen volt barátja elhunytakor Párizsban, a Place Vendôme 12. számú házban. A képen balról jobbra a következő személyek láthatók: Aleksander Jełowicki (Chopin gyóntatója, a nagy emigráció vallási vezetője), Ludwika Jędrzejewicz (Chopin húga), Marcelina Czartoryska (a zeneszerző egyik legtehetségesebb tanítványa), Wojciech Grzymała (Chopin emigráns barátja, jogász) és Teofil Kwiatkowski.
A mű olaj/karton technikával készült.
A festmény a varsói Fryderyk Chopin Múzeumban van kiállítva.

## Fordítás
- Ez a szócikk részben vagy egészben a Ostatnie chwile Fryderyka Chopina  című lengyel Wikipédia-szócikk ezen változatának fordításán alapul.  Az eredeti cikk szerkesztőit annak laptörténete sorolja fel. Ez a jelzés csupán a megfogalmazás eredetét és a szerzői jogokat jelzi, nem szolgál a cikkben szereplő információk forrásmegjelöléseként.